# Bubur ketan hitam
Le bubur ketan hitam, bubur pulut hitam, ou bubur injun, est un dessert sucré indonésien, à base d'une bouillie de riz gluant noir, de lait de coco et de sucre de palme ou de sucre de canne. Le riz gluant noir est bouilli, le sucre et le lait de coco sont ensuite ajoutés. Il est servi en dessert ou en snack, au souper, à l'heure du thé, durant la journée, mais reste cependant un plat privilégié du petit déjeuner.
Il est parfois nommé ketan hitam ou pulut hitam, qui signifie « riz gluant noir », tandis que bubur signifie « bouillie » en indonésien et en malais. Dans la plupart de l'archipel indonésien, le riz gluant est appelé ketan, tandis qu'en Malaisie et à Sumatra, il est appelé pulut. D'autres appellations légèrement différentes sont utilisées dans certaines régions d'Indonésie ; on parle de ketan item à Java et de bubur injun, ou injin, à Bali. Autrement qu'en bouillie, le riz noir gluant peut être utilisé et transformé en friandise appelée tapai.

## Recettes
La recette la plus classique du bubur ketan hitam consiste très simplement en une bouillie de riz gluant noir sucrée avec du sucre de palme, auxquels on ajoute du lait de coco, des feuilles de pandanus et du sel pour donner du goût. Cependant, dans la plupart de l'Indonésie, le bubur ketan hitam est toujours servi avec du kacang hijau (haricot mungo) et accompagné de pain. Ce mélange est appelé bubur kacang hijau. Il n'est pas rare de voir ce plat recouvert de tranches de bananes frites, ou de poudre de cannelle.

## Galerie

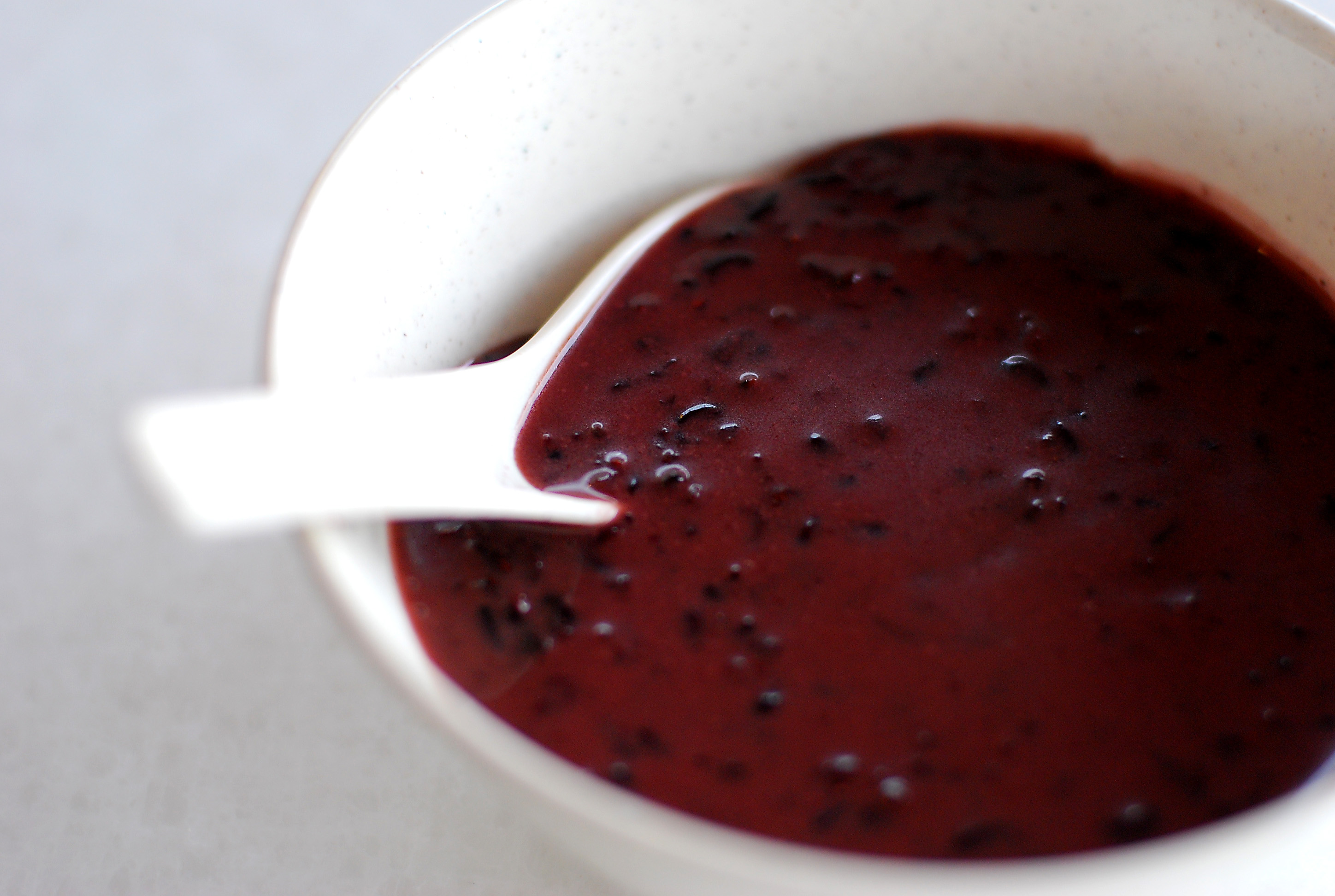
Bubur pulut hitam sans lait de coco, en Malaisie.
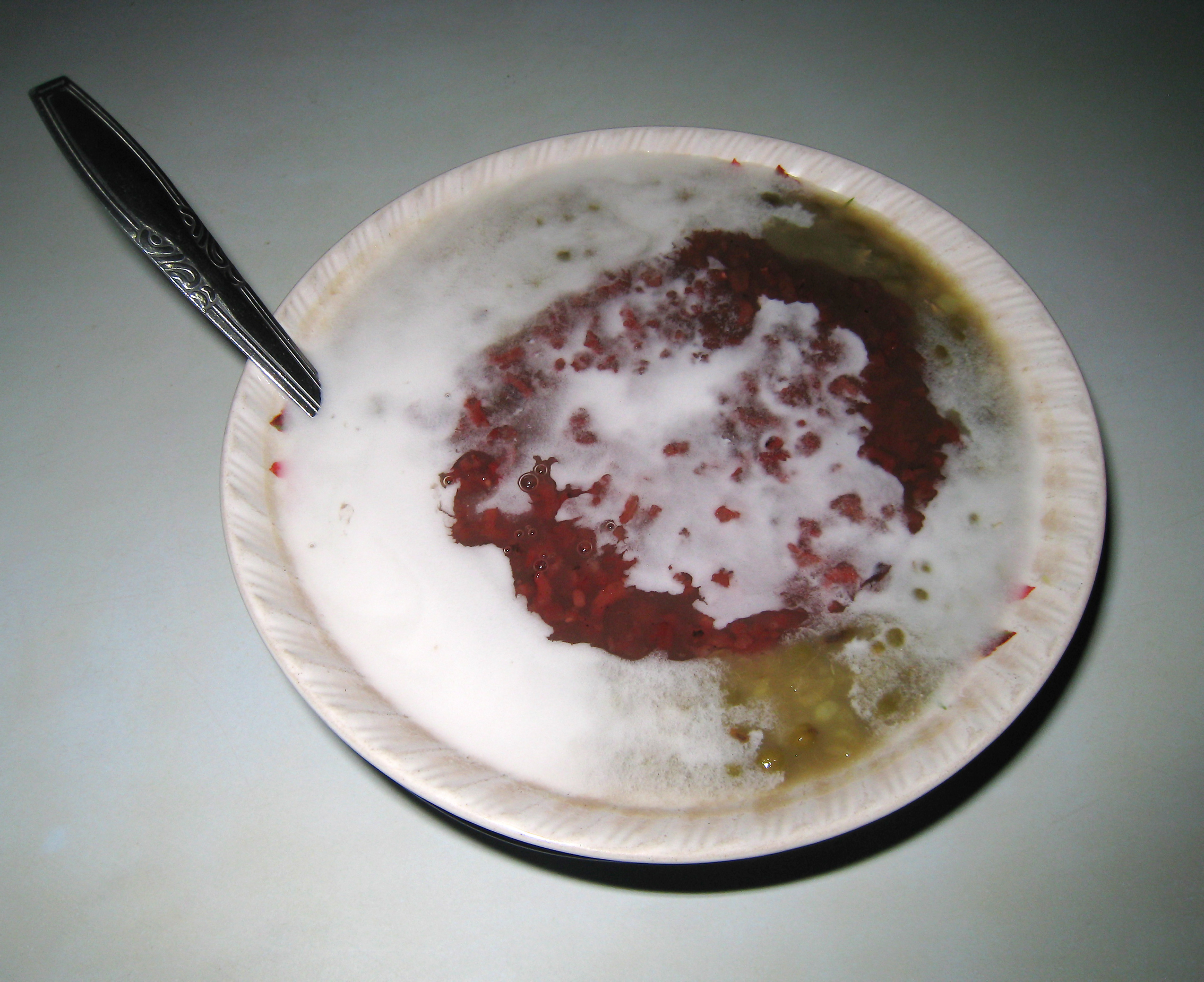
Bubur kacang hijau avec du ketan hitam, en Indonésie.
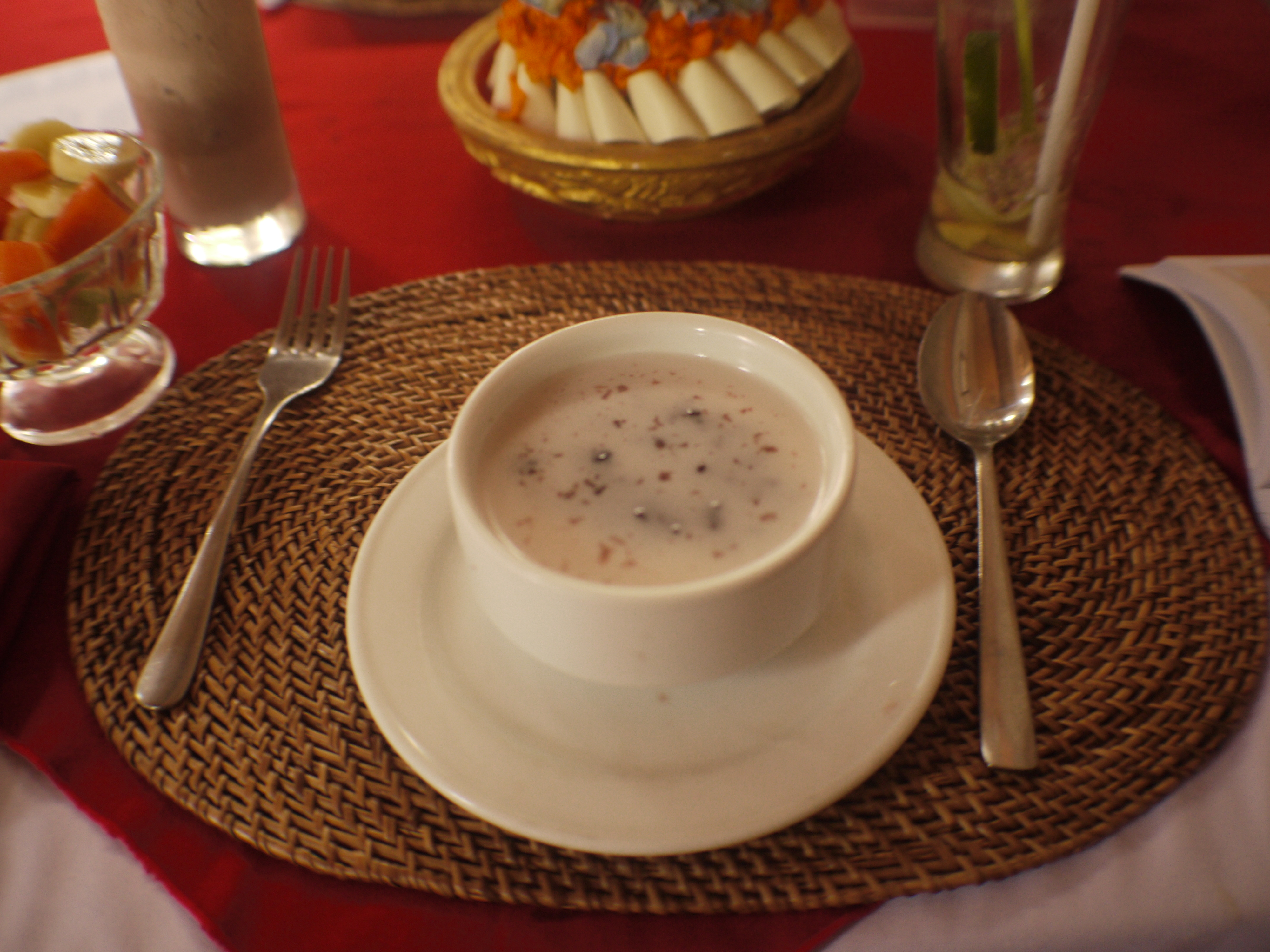
Bubur ketan hitam avec du lait de coco à Bali.